# Фйорелла Бонічеллі
Фйорелла Бонічеллі (ісп. Fiorella Bonicelli) — уругвайська тенісистка, чемпіонка Ролан-Гарросу в парному й змішаному парному розрядах.

## Значні фінали

### Турніри Великого шолома

#### Парний розряд
| Результат | Рік  | Турір       | Поверхня | Партнерка    | Супротивниці                         | Рахунок       |
| --------- | ---- | ----------- | -------- | ------------ | ------------------------------------ | ------------- |
| Перемога  | 1976 | French Open | Ґрунт    | Гейл Шерріфф | Кетлін Гартер Гельга Ніссен Мастгофф | 6–4, 1–6, 6–3 |

#### Мікст
| Результат | Рік  | Турнір      | Поверхня | Партнер   | Супротивники              | Рахунок  |
| --------- | ---- | ----------- | -------- | --------- | ------------------------- | -------- |
| Перемога  | 1975 | French Open | Ґрунт    | Томас Кох | Хайме Фійоль Пем Тігарден | 6–4, 7–6 |

## Виноски
1. ↑  Player Profile // WTA website
2. ↑  Прізвище, вочевидь, італійське, іспанська вимова — Боніселлі.

| Тенісист | Це незавершена стаття про тенісиста чи тенісистку. Ви можете допомогти проєкту, виправивши або дописавши її. |